# Juan José Asenjo Pelegrina
Juan José Asenjo Pelegrina (Sigüenza, 15 ottobre 1945) è un arcivescovo cattolico spagnolo, dal 17 aprile 2021 arcivescovo emerito di Siviglia.

## Biografia
Juan José Asenjo Pelegrina è nato a Sigüenza il 15 ottobre 1945.

### Formazione e ministero sacerdotale
Ha compiuto gli studi ecclesiastici nel seminario diocesano di Sigüenza.
Il 21 settembre 1969 è stato ordinato presbitero per la diocesi di Sigüenza-Guadalajara da monsignor Laureano Castán Lacoma. Nel 1971 ha conseguito la licenza in teologia presso la sede di Burgos della Facoltà teologica della Spagna settentrionale. In seguito è stato professore di ecclesiologia e di storia della Chiesa nel seminario di Sigüenza dal 1971 al 1974 e vice rettore dello stesso dal 1974 al 1977. Nel 1977 è stato inviato a Roma per studi. Nel 1979 ha conseguito la licenza in storia della Chiesa presso la Pontificia Università Gregoriana. Ha anche ottenuto il diploma in archivistica e biblioteconomia presso la Scuola vaticana di paleografia diplomatica e archivistica. Tornato in patria è stato direttore della residenza universitaria "Ntra. Sra. de la Estrella" a Sigüenza dal 1979 al 1988; direttore dell'archivio storico diocesano dal 1979 al 1981; delegato diocesano per l'insegnamento dal 1980 al 1982; canonico incaricato del patrimonio artistico della cattedrale di Santa Maria a Sigüenza dal 1985 al 1997; delegato diocesano per il patrimonio culturale dal 1985 al 1993; vice segretario per gli affari generali della Conferenza episcopale spagnola dal 1993 al 1997 e vice rettore del santuario di Nostra Signora della Salute a Barbatona dal 1994 al 1997.
Nel 1986 ha fondato la rivista Abside della quale è stato direttore ed è autore di varie pubblicazioni.

### Ministero episcopale
Il 27 febbraio 1997 papa Giovanni Paolo II lo ha nominato vescovo ausiliare di Toledo e titolare di Iziriana. Ha ricevuto l'ordinazione episcopale il 20 aprile successivo nella cattedrale primaziale di Santa Maria a Toledo dall'arcivescovo metropolita di Toledo Francisco Álvarez Martínez, co-consacranti il vescovo di Sigüenza-Guadalajara José Sánchez González e il vescovo emerito della stessa diocesi Jesús Pla Gandía.
Dal 23 aprile 1998 al 18 giugno 2003 è stato segretario generale della Conferenza episcopale spagnola.
Il 28 luglio 2003 papa Giovanni Paolo II lo ha nominato vescovo di Cordova. Ha preso possesso della diocesi il 27 settembre successivo.
Il 13 novembre 2008 papa Benedetto XVI lo ha nominato arcivescovo coadiutore di Siviglia. Il 17 gennaio successivo è entrato in diocesi con una cerimonia nella cattedrale di Siviglia. Il 5 novembre successivo è succeduto alla medesima sede. Ha continuato a reggere la diocesi di Cordova come amministratore apostolico fino al 18 febbraio 2010, giorno della nomina di monsignor Demetrio Fernández González.
In seno alla Conferenza episcopale spagnola è membro della commissione per l'istruzione e la cultura dal marzo del 2020. In precedenza è stato membro della commissione episcopale per i beni culturali dal 1997 al 1998; presidente della stessa dal 9 marzo 2005 al 2009 e membro del comitato esecutivo dal 25 novembre 2009. È stato anche co-presidente della commissione mista Conferenza episcopale-Ministero dell'istruzione e della cultura per il monitoraggio del piano nazionale delle cattedrali dal 1998 al 2003 e coordinatore nazionale della V visita apostolica del Santo Padre in Spagna nel 2003.
In seno all'Assemblea dei vescovi della Spagna meridionale è delegato per la pastorale sanitaria e delegato per le relazioni con l'Unione dei superiori provinciali dell'Andalusia insieme a monsignor Francisco Javier Martínez Fernández.
L'8 ottobre 2009 papa Benedetto XVI lo ha nominato membro della Pontificia commissione per l'America Latina per un quinquennio. Il 15 gennaio 2014 papa Francesco lo ha confermato nell'incarico.
Il 17 aprile 2021 lo stesso papa ha accolto la sua rinuncia al governo pastorale dell'arcidiocesi di Siviglia per raggiunti limiti di età.

## Genealogia episcopale e successione apostolica
La genealogia episcopale è:
- Cardinale Scipione Rebiba
- Cardinale Giulio Antonio Santori
- Cardinale Girolamo Bernerio, O.P.
- Arcivescovo Galeazzo Sanvitale
- Cardinale Ludovico Ludovisi
- Cardinale Luigi Caetani
- Cardinale Ulderico Carpegna
- Cardinale Paluzzo Paluzzi Altieri degli Albertoni
- Papa Benedetto XIII
- Papa Benedetto XIV
- Papa Clemente XIII
- Cardinale Marcantonio Colonna
- Cardinale Giacinto Sigismondo Gerdil, B.
- Cardinale Giulio Maria della Somaglia
- Cardinale Carlo Odescalchi, S.I.
- Cardinale Costantino Patrizi Naro
- Cardinale Lucido Maria Parocchi
- Papa Pio X
- Cardinale Gaetano De Lai
- Cardinale Raffaele Carlo Rossi, O.C.D.
- Cardinale Amleto Giovanni Cicognani
- Cardinale Luigi Dadaglio
- Cardinale Francisco Álvarez Martínez
- Arcivescovo Juan José Asenjo Pelegrina

La successione apostolica è:
- Vescovo Santiago Gómez Sierra (2011)